# Evius cochenouri
Evius cochenouri är en fjärilsart som beskrevs av William Schaus 1910. Evius cochenouri ingår i släktet Evius och familjen björnspinnare. Inga underarter finns listade i Catalogue of Life.